# Ferrovia Noto-Pachino
La ferrovia Noto-Pachino è una linea ferroviaria a binario unico, diramazione della ferrovia Siracusa-Gela-Canicattì, che collega Noto all'estremo meridionale della Sicilia.
La stazione capolinea, Pachino, è la più a sud d'Italia e, limitatamente alle tratte a scartamento ordinario, d'Europa.
L'esercizio ferroviario commerciale venne sospeso nel 1986 e la linea dismessa nel 2002. Nel gennaio 2022 sono iniziati i lavori di bonifica e recupero a scopo turistico della linea.

## Storia
Il tratto da Siracusa a Noto, lungo 30,7 km, venne attivato dalla società per le strade ferrate della Sicilia il 5 aprile del 1886 ma per Noto fu approntata una stazione provvisoria nell'attesa che il 20 settembre 1887 si attivasse quella definitiva. Il 23 dicembre 1891venne aperto all'esercizio anche il tronco di linea Noto-Modica. E due anni dopo, nel 1893, il 18 giugno, fu completata la tratta Siracusa-Licata.
L'attivazione della ferrovia da Siracusa a Gela e Canicattì, che metteva l'area sud orientale della Sicilia in comunicazione con il porto di Siracusa e per ferrovia con i più ricchi mercati del catanese e del nord Italia, fece nascere presto il progetto di un ramo ferroviario che collegasse anche la zona più meridionale della Sicilia con le sue attività agricole, vinicole e pescherecce. Si riteneva infatti che il rapido mezzo di trasporto delle merci avrebbe favorito la rinascita e lo sviluppo economico dell'area netina.
Nonostante i progetti risalissero ai primi anni del Novecento i lavori, tra lo stop della prima guerra mondiale e la crisi economica del 1929, ebbero termine soltanto alla fine del 1934. L'apertura all'esercizio avvenne il 28 aprile del 1935 in grande ritardo sulle aspettative e per di più in periodo di embargo economico per l'Italia. Il servizio prevedeva quattro coppie di treni giornalieri di cui tre coppie di categoria omnibus e una di categoria misto. Fermavano in tutte le stazioni tranne in quella di Noto Bagni aperta solo in estate. La prima corsa partiva alle ore 5,22 da Pachino mentre l'ultima vi terminava il servizio alle ore 20,11; la percorrenza variava da 47 a 65 minuti. La seconda guerra mondiale e lo sbarco alleato in Sicilia produssero seri danni agli impianti e le linee sud-orientali siciliane rimasero interrotte dal giugno 1943 per oltre un anno.

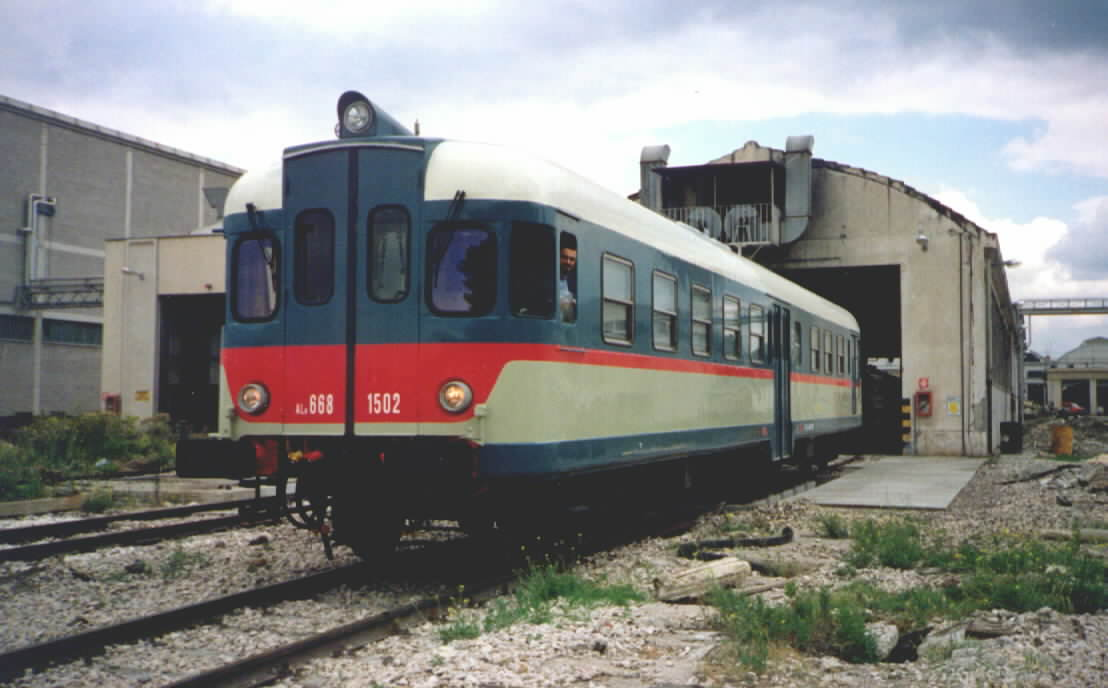
Una delle automotrici usate nella linea fino alla metà degli anni settanta: ALn 668.1502 del deposito locomotive di Catania

Negli anni cinquanta le Ferrovie dello Stato iniziarono a considerare la Noto-Pachino tra i "rami secchi", ossia le linee meno frequentate e meno redditizie a fronte dei costi di gestione, e dunque passibili di depotenziamento o soppressione. Nell'autunno del 1951, tra il 16 e il 17 ottobre, un'alluvione di eccezionale violenza danneggiò gravemente alcuni tratti della linea provocando una lunga interruzione dell'esercizio: il rischio di una sua definitiva cessazione fu scongiurato dalle proteste delle popolazioni locali, che lamentarono l'inesistenza di alternative utili di trasporto. La linea fu quindi risanata e riprese il servizio dal 1º marzo 1955, seppur con cadenze sempre più dilatate.
La relazione continuò invece per qualche tempo a rivestire un discreto interesse per il traffico merci, segnatamente per il trasporto di pesce fresco da Marzamemi e dei vini sfusi ad alta gradazione dell'area pachinese, la cui produzione superava i 300.000 ettolitri annui e la cui richiesta come vini da taglio era alta, soprattutto da parte dell'industria vinicola francese. Tuttavia la carente manutenzione alla linea costrinse sempre più a limitare la velocità di marcia dei treni, con la conseguenza di aumentare l'appetibilità del trasporto su strada a scapito della ferrovia.
A fronte della progressiva diminuzione dell'utenza venne soppressa la stazione di Noto Marina, seguita da quasi tutte le altre fermate intermedie, lasciando in funzione solo quelle di Falconara Iblea, Marzamemi e di Pachino, oltre alla stazione di Noto che ricade anche nella linea per Gela e Canicattì. Il depotenziamento e l'assenza di qualunque prospettiva di ammodernamento rese irreversibile la crisi della linea, sulla quale il 1º gennaio 1986, per effetto del decreto Signorile, cessò ogni servizio viaggiatori e merci. La Noto-Pachino però non fu formalmente soppressa: fino al 1997 rimase inserita, per memoria storica, nel fascicolo orario di servizio delle FS. Nel corso degli anni, anche a seguito della creazione della riserva naturale Oasi di Vendicari, nonché della presenza di Eloro e della villa romana del Tellaro, furono avanzate richieste di riapertura all'esercizio a scopo turistico, dato che la linea costeggia ed attraversa tutta la riserva e serve spiagge (Lido di Noto, Calamosche e San Lorenzo) e frazioni (Calabernardo e Marzamemi) ad alta valenza turistica, ma senza riscontri concreti. Anzi, alla fine del 2002 la linea venne ufficialmente dichiarata dismessa con decreto di autorizzazione dell'allora ministro delle infrastrutture e dei trasporti Pietro Lunardi emesso ai sensi dell'articolo 2 del DM 138T del 31 ottobre 2000, accogliendo l'istanza di rinuncia alla concessione all'esercizio della linea presentata dall'amministratore delegato di RFI, dopo avere acquisito il parere favorevole della Regione Siciliana, del Ministero della difesa, del Ministero dell'Economia e delle Finanze e infine, il 6 maggio seguente, della Direzione generale del trasporto ferroviario.
Dopo 15 anni di abbandono, la Noto-Pachino fu una delle relazioni contemplate dalla legge 128 del 9 agosto 2017, avente l'obiettivo di salvaguardare e valorizzare le linee ferroviarie dismesse o sospese di particolare pregio culturale, paesaggistico e turistico, ponendo in essere gli strumenti per addivenire al risanamento dei tracciati ferroviari, delle stazioni, delle relative opere d'arte e delle pertinenze, al fine di applicarvi, su proposta delle Regioni di appartenenza, una gestione del traffico di tipo turistico. 
Il 24 gennaio 2022, a vent'anni esatti dalla dismissione definitiva, sono iniziati gli interventi preliminari di bonifica, delimitazione e recupero del tracciato; i lavori di ripristino e recupero della tratta a scopo turistico, fabbricati di stazione compresi, sono stimati in conclusione entro il 2025 per un costo di circa 40 milioni di euro.

## Caratteristiche
La linea ferroviaria era a semplice binario non elettrificato; la lunghezza complessiva era di 27,03 km. I servizi viaggiatori furono svolti sin dall'inizio con le automotrici.
L'andamento piano-altimetrico della linea è abbastanza regolare, data l'orografia pianeggiante del territorio attraversato, con pendenza massima del 14 per mille in un solo tratto.
La linea venne armata con rotaie Vignoles da 36 kg/m.
Prevedendo una buona frequentazione sia per il servizio passeggeri, sia per quello merci, gli impianti di stazione vennero dotati sin dall'inizio di attrezzature per carico merci, sagome limite, piani caricatori e magazzini. Le stazioni erano provviste di segnalamento semaforico ad ala.

### Sistemi di esercizio
Venne estesa anche alla suddetta linea la circolazione a dirigenza unica, con l'installazione di telefoni tipo Western a cassetta di legno e generatore a manovella, collegati in parallelo alla linea telefonica del Dirigente Unico che aveva sede a Siracusa. Il personale dei treni, capotreno e macchinista, cooperava con il DU per l'effettuazione delle operazioni relative alla circolazione dei treni.

### Percorso
| Unknown route-map component "CONTgq" | Unknown route-map component "STR+r" |  |

| Station on track |

| 0+000   |
| 344+418 |

|  | Unknown route-map component "xABZgl" | Unknown route-map component "CONTfq" |

| Unknown route-map component "exhKRZWae" |

| Unknown route-map component "exSKRZ-Ao" |

| Unknown route-map component "exHST" |

| Unknown route-map component "exBHF" |

| Unknown route-map component "exHST" |

|  | Unknown route-map component "exSPLa" | Unknown route-map component "exARCH2" |

| Unknown route-map component "cWASSERq" | Transverse water + Unknown route-map component "exvBRÜCKE1-" + Unknown route-map component "exv-BRÜCKE1" | Unknown route-map component "cWASSERq" |

| Unknown route-map component "exSPLe" |

|  | Unknown route-map component "exHSTeBHF" | Unknown route-map component "lNAT" |

|  | Unknown route-map component "exHSTeBHF" | Unknown route-map component "lNAT" |

| Unknown route-map component "exBHF" |

| Unknown route-map component "exBHF" |

| Unknown route-map component "exENDEe" |

Uscendo dalla stazione di Noto, la linea si distacca dal sedime per Avola in località contrada Faldino; superata la prima stazione di Falconara Iblea, il binario punta decisamente verso il mare in direzione di Calabernardo, per poi descrivere un'ampia curva verso destra che conduce alla stazione di Noto Marina, seguita a poca distanza dalla fermata di Noto Bagni, utilizzata solo nel periodo estivo. Superato il Lido di Noto, la linea si fa più curvilinea e si allontana dal litorale, quindi costeggia l'importante area archeologica di Eloro e scavalca il fiume Tellaro mediante un doppio viadotto, con una corsia metallica e una in muratura. Dopo un ulteriore tratto quasi rettilineo si arriva alla stazione di Roveto-Bimmisca, nei pressi del Pantano Grande, dopo la quale si costeggia l'Oasi di Vendicari, al cui limite meridionale è situata la fermata di San Lorenzo lo Vecchio. Un'ulteriore curva verso sinistra riporta il sedime verso la costa, fino a raggiungere Marzamemi; superata questa penultima stazione, il binario rientra verso destra, supera la grotta di Calafarina e termina la sua corsa nella stazione di Pachino, al limite meridionale dell'abitato. Il percorso è lungo poco più di 27 km.
Susseguentemente alla sospensione dal servizio la linea, pur se abbandonata, è rimasta armata per quasi la sua intera estensione; il sedime è stato però invaso dalla vegetazione spontanea. Le poche opere d'arte si sono ben conservate anche in assenza di manutenzione, mentre i fabbricati di stazione sono perlopiù in rovina.

### Riapertura
Fondazione FS e RFI hanno presentato un piano di riapertura di tutti i 27 km della ferrovia mediante un finanziamento di 40 milioni di euro provvisti dal Fondo complementare del Ministero della Cultura connesso al PNRR. La data di attivazione annunciata è per la fine del 2026.

## Materiale rotabile
La linea venne aperta all'esercizio con l'uso della trazione a vapore per i treni merci e di automotrici a gasolio per i servizi viaggiatori. Nello specifico il servizio fu espletato con locomotive 740, automotrici ALn 56 Fiat e automotrici ALn 772.
Dalla metà degli anni settanta la trazione diesel fu estesa anche al servizio merci, con l'adozione delle locomotive D.343; le originarie automotrici passeggeri furono invece sostituite dalle ALn 668 delle serie 1400, 1500, 1600.